# Abarkouh
Abarkouh (en persan : ابرکوه / Abarkuh, « montagne nuageuse », du nom d'un massif montagneux à 5 km au sud-est de l'agglomération ; aussi transcrit Abar Kooh ou Abarqûh) est la capitale du district de même nom dans la province de Yazd en Iran.

## Centres d'intérêt
Située entre Chiraz et Yazd, la ville compte divers vestiges du temps où elle était une étape importante pour les caravanes entre ces deux villes: mosquée du vendredi, mosquée Nizamiyeh, mausolée de Gunbad-i 'Alī, tombe Taūs al-Haramain.
Aujourd'hui, elle est surtout renommée en Iran pour son cyprès de plus de 4000 ans, connu sous le nom de Sarv-e-Abarghood ou cyprès de Zoroastre, et pour son yakhtchal, glacière traditionnelle.
|  |

|  |  |